# Saint-Josse-ten-Noode
Saint-Josse-ten-Noode [sɛ̃ ʒos ten nɔd] (franska) eller Sint-Joost-ten-Node (fil) [sɪn ˈcoːst tɛn ˈnoːdə] (nederländska), ofta enbart: Saint-Josse/Sint-Joost, är en av de 19 kommunerna i huvudstadsregionen Bryssel i Belgien. Kommunen ligger i Bryssels innerstad, omedelbart norr om Bryssels kommun. Den har cirka 27 497 invånare (2020). Ytan är totalt 1,18 km² (2019), vilket ger en befolkningstäthet på cirka 23 300 invånare per km². Detta gör Saint-Josse-ten-Noode till Belgiens mest tätbefolkade område.
20 procent av kommunens invånare var år 2009 av belgiskt ursprung. Hand i hand med denna utveckling har Saint-Josse-ten-Noode blivit den fattigaste kommunen i landet enligt Belgiens skatteverk.